# Aedes aegypti
Aedes aegypti, dân gian gọi là muỗi vằn, là một loài muỗi mang virus gây bệnh sốt Dengue, Chikungunya và sốt vàng da (cũng như một số bệnh khác như virus Zika,..). Một nhóm nghiên cứu vừa đề nghị đổi tên A. aegypti thành Stegomyia aegypti , nhưng đề xuất này hiện chưa được giới khoa học công nhận rộng rãi. Loài muỗi này có thể dễ dàng nhận dạng nhờ có vằn trắng (nên được gọi là muỗi vằn), mặc dù một số loài khác cũng có đặc điểm gần giống. Loài này thường thấy tại khu vực nhiệt đới; đôi khi cũng có ở miền Nam Hoa Kỳ (chẳng hạn như vùng hạ Florida).

## TạiViệt Nam
Tên đầy đủ của dự án là "Đánh giá khả năng thay thế của quần thể muỗi Aedes aegypti mang tác nhân sinh học Wolbachia tại một phường của tỉnh Khánh Hòa". Dự án này được báo giới gọi là "Nuôi muỗi trị bệnh... sốt xuất huyết". Dự án này do Viện Vệ sinh dịch tễ trung ương chủ trì phối hợp với Viện Pasteur Nha Trang và Sở Y tế Khánh Hòa thực hiện.

### Triển khai dự án

#### Vị trí
Đảo Trí Nguyên, thuộc phường Vĩnh Nguyên, Thành phố Nha Trang, tỉnh Khánh Hòa được chọn triển khai thí điểm chương trình, do đảo này nằm biệt lập với đất liền.

#### Cách thức
Viện Dịch tễ Trung ương đã cấy vi khuẩn Wolbachia (còn gọi là vi khuẩn Bỏng Ngô) vào trứng loài muỗi Aedes aegypti. Để khi nở ra, bản thân muỗi con đã mang trong mình vi khuẩn Wolbachia, có tác dụng làm ức chế khả năng truyền bệnh sốt xuất huyết.
Để thực hiện thành công dự án, các hướng dẫn viên của chương trình và người dân ở đảo Trí Nguyên đã diệt số muỗi hiện có trên đảo. Bằng cách diệt bọ gậy, dùng vợt bắt muỗi... số muỗi sống trong tự nhiên của đảo chỉ còn khoảng dưới 10%. Phải làm như vậy để khi bọ gậy mang mầm vi khuẩn Wolbachia nở ra, chúng sẽ giao phối với số muỗi ít ỏi còn lại trên đảo.
Tiếp đó, hơn 800 gia đình ở đảo Trí Nguyên được tiếp nhận 8.000 con bọ gậy (loăng quăng - ấu trùng do muỗi đẻ ra, từ Viện Dịch tễ Trung ương và thả trong môi trường nước đặt quanh nhà họ.
Những người thực hiện dự án hy vọng rằng sau 3 tháng số lượng muỗi mới từ lượng loăng quăng có mang vi khuẩn Wolbachia sẽ thay thế dần quần thể muỗi hiện có trên đảo. Từ đó, lớp "muỗi mới" mang vi khuẩn Wolbachia sẽ góp phần quan trọng trong việc hạn chế và đi đến chấm dứt bệnh sốt xuất huyết đang hoành hành hằng năm ở khu vực miền Trung. Trên thế giới đã có một số nước triển khai mô hình diệt muỗi gây sốt xuất huyết này và cho kết quả khả quan.

### Đánh giá
- "Đây là một phương pháp mới mà trường Đại học Úc đã triển khai ở một số quốc gia, sử dụng tác nhân sinh học kết hợp với muỗi vằn cho ra muỗi ức chế virus dengue và đã mang lại nhiều kết quả mong đợi. Vì vậy, việc triển khai dự án được hy vọng tạo ra hướng mới trong phòng chống sốt xuất huyết - một trong mười bệnh truyền nhiễm có tỉ lệ mắc và tử vong cao nhất trong 10 năm trở lại đây. "_Tiến sĩ Lê Hữu Thọ, Phó giám đốc sở Y tế Khánh Hòa.[3]
- "... các nhà khoa học trên thế giới đã nghiên cứu lai tạo được loại muỗi Aedes aegypti mang vi khuẩn Wolbachia. Kết quả nghiên cứu cho thấy, khi bị nhiễm Wolbachia, muỗi Aedes aegypti bị giảm tuổi thọ và ức chế được sự nhân lên của virus Dengue gây bệnh. Do vậy, dù có chích người mắc bệnh rồi sau đó chích người khỏe mạnh, muỗi mang Wolbachia hầu như không truyền bệnh... Khả năng xảy ra các tác động không mong muốn là rất thấp và không đáng phải lo ngại... Australia là quốc gia đầu tiên trên thế giới triển khai dự án thả muỗi vằn đã nhiễm vi khuẩn Wolbachia vào cộng đồng. Việt Nam là quốc gia thứ hai thử nghiệm dự án này."_Tiến sĩ (TS) Trần Như Dương - Phó Viện trưởng Viện Vệ sinh dịch tễ Trung ương.